# ハンドコ・アクアリオ
ハンドコ・アクアリオは、日本で活動するミュージカル俳優ある。インドネシア出身。劇団四季所属。姓名は苗字がハンドコで名前がアクアリオである。

## 来歴
クラシックバレエ、ジャズダンス、タップダンス等を経験し、ユニバーサル・スタジオ・ジャパンでダンサーを務めていたが、劇団四季のオーディション合格に伴い2008年からは劇団四季へ移籍した。夢から醒めた夢のアンサンブル役で四季への初出演を果たした。

## 主な出演作品
- 夢から醒めた夢（アンサンブル）
- マンマ・ミーア!（エディ）
- アラジン（アンサンブル 9枠）